# Bursa (budynek)

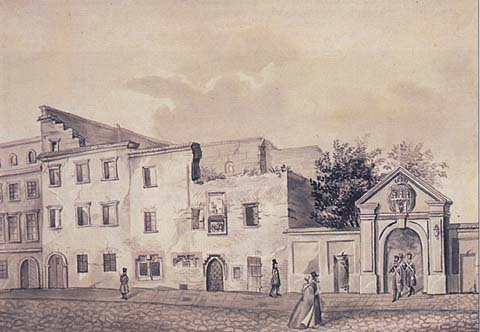
Bursa Długosza w Krakowie (istniała do 1840)

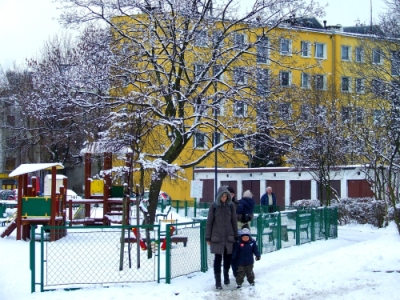
Hostel i dom studencki „Bursa Jagiellońska” w Krakowie

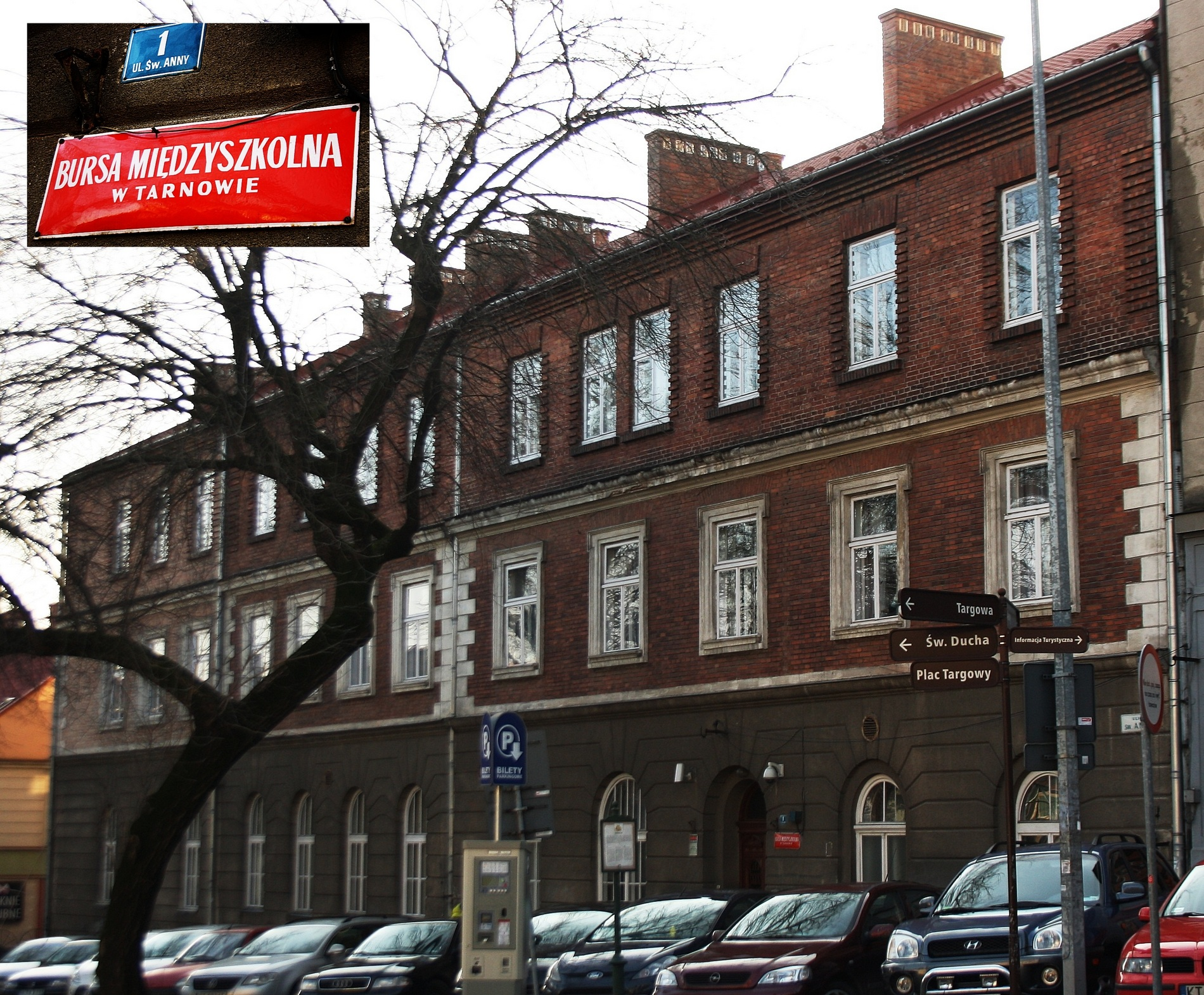
Bursa Międzyszkolna w Tarnowie

Bursa – internat zwany tak od wspólnej sakiewki (łac. bursa – sakiewka, kasa), z której, dzięki hojności dobroczyńców, korzystali niezamożni uczniowie.

## Opis
Pierwsze bursy w Polsce powstały przy Uniwersytecie Krakowskim (Bursa Ubogich, zwana też Krakowską, w 1409). Najbardziej znanymi krakowskimi bursami-internatami były:
- Bursa Jeruzalem, ufundowana przez Zbigniewa Oleśnickiego,
- Bursa Długosza,
- Bursa Filozofów,
- Bursa Starnigelska,
- Bursa Śmieszkowska,
- Bursa Ubogich, zwana także Jagiellońską.

W założeniu miały być to instytucje na poły zakonne, ale rychło stały się siedliskiem „łotrostwa”. Ostatnie budynki krakowskich burs spłonęły w pożarze miasta w 1850 roku. Do tej pory jednak niektóre domy studenckie noszą miano „burs” (np. Bursa Jagiellońska Uniwersytetu Jagiellońskiego).
Taką nazwę czasem noszą internaty dla uczniów – jak np. Państwowa Bursa Szkół Artystycznych w Poznaniu czy też Bursy Międzyszkolne w Augustowie, Jaśle, Koszalinie, Krośnie, Tarnowie, Zamościu. W Sanoku od 1898 tworzona była Bursa Jubileuszowa im. Cesarza Franciszka Józefa, w Jaśle ukończono tamtejszą bursę w 1912 r.